# 井口院
井口院（いこういん）は、東京都三鷹市にある新義真言宗の寺院。読みは「せいこういん」でも「いぐちいん」でもなく「いこういん」である（何故その読みかは後述）。

## 歴史
1672年（寛文12年）、法印清長によって開山された。当地を開発した井口八郎左衛門の要請に応じて創建されたものである。当初は「威光院（いこういん）」と称していたが、開基の井口家に対する配慮から、読みはそのままに「井口院（いこういん）」に改称した。
境内には、大不動尊像がある。この像は「三鷹不動尊」と呼ばれており、弘法大師入定千百五十年遠忌記念事業として造立したものである。台座をも含めると10メートルもある巨像となっている。台座部分は大師堂になっており、弘法大師が祀られている。
他にも、数多くの仏像（弥勒菩薩、大日如来など）が安置されている。

## 交通アクセス
- 三鷹駅より徒歩25分。
- 三鷹駅より小田急バス(鷹56系統·鷹53系統)曙住宅三鷹中央病院前下車